# 兼元珈琲店
兼元珈琲店（読み：かねもとこーひーしょっぷ）は、日本のローファイ・ヒップホップのトラックメイカー。レーベルはavex trax。

## 略歴
2020年3月25日、日本をルーツとした古き良き日本の文化「喫茶店」のように癒しの空間を提供することをコンセプトに始動。24時間をテーマにした3部作の第1弾、1st EP 「朝明」を配信限定でリリース。

## ディスコグラフィー

### 配信限定
| 発売日        | タイトル |
| ------------- | -------- |
| 2020年3月25日 | 朝明     |
| 2020年4月10日 | 昼下がり |